# Прајсес Форк (Вирџинија)
Прајсес Форк (енгл. Prices Fork) насељено је место без административног статуса у америчкој савезној држави Вирџинија.

## Демографија
По попису из 2010. године број становника је 1.066.
| Група             | 2000.    | 2010.       |
| Белци             | 0 (0,0%) | 951 (89,2%) |
| Афроамериканци    | 0 (0,0%) | 33 (3,1%)   |
| Азијати           | 0 (0,0%) | 37 (3,5%)   |
| Хиспаноамериканци | 0 (0,0%) | 32 (3,0%)   |
| Укупно            | 0        | 1.066       |